# Fixed Bayonets!
 Fixed Bayonets! és una pel·lícula estatunidenca, estrenada el 1951 i dirigida per Samuel Fuller. Produida per la 20th Century Fox durant la guerra de Corea, és la segona pel·lícula de Samuel Fuller sobre el tema després de The Steel Helmet.

## Argument
L'acció passa durant el primer hivern de la Guerra de Corea. Un escamot està encarregat de defensar tant sí com no un pujol exposat als adversaris. Ningú no s'encarrega veritablement de les operacions, fins que el caporal Denno n'acabi assumint la responsabilitat, malgrat el fet que sigui un individualista.

## Repartiment
- Richard Basehart – Caporal Denno
- Gene Evans – Sergent Rock
- Michael O'Shea – Sergent Lonergan
- Richard Hylton – Metge John Wheeler
- Skip Homeier – Whitey
- David Wolfson – Bigmouth
- Henry Kulky – Vogl
- Glenn Corbett - Tinent
- James Dean - Doggie (no surt als crèdits)
- John Doucette - Coronel

## Crítica
Les dificultats físiques i emocionals d'un escamot d'infanteria americà destacat per cobrir la retirada d'una divisió al front coreà s'expliquen amb realisme afectat i bastant obvi a "Fixed Bayonets". Escrit i dirigit per Samuel Fuller, que aparentment estava qualificat com una autoritat en la guerra de Corea per la seva producció independent "The Steel Helmet", aquesta pel·lícula traeix poques de les virtuts i la majoria dels defectes d'aquell homenatge a les tropes a Corea, era una pel·lícula de virtuts limitades, en el millor dels casos. Excepte en la seva admiració general per la tenacitat i força d'homes que pateixen i moren d'una manera tosca, l'última pel·lícula de Fuller està fallant en alguns aspectes: la seva acció sembla planejada i sintètica, els seus personatges són tots convencionals i el seu estàndard d'heroisme és una habilitat per quedar-se ferm i matar.